# 拿公
拿公，或作拿王爺、协佑尊王，姓卜名福，字子偃，是福建民间信仰中的一位神祇，其信众主要分布在闽江中下游，以福州为盛，泉漳一带同样也有信奉者，另外在琉球群岛也有拿公信仰。
相传为宋朝末年福建路邵武軍邵武县拿口人，故稱「拿公」，为救当地民众于瘟疫而牺牲并成神，明初又再度显灵拯救福州城。他被认为是仁义之士，能保佑民生和行船平安、也是福州的水神和井神，其配偶神拿婆亦具相同職能。清代小说《闽都别记》中叙述了拿公的许多事迹。

## 生平传说
清代林枫的《福州考古略》中记载拿公姓卜，是邵武軍拿口镇行船的商人，一天在船中听见神语告知某日某地将有人投毒到水中，于是就按其指示果然发现有人将毒物投入水中，拿公就下水将毒物全部吞下以救当地百姓，随即毒发而死，面色靛青，成为了土神，后来则保佑海船免于触礁。
根据清代小说《闽都别记》的叙述，拿公姓卜名福，邵武拿口人，宋朝末年人氏，当时恶鬼想往当地的200口井中投毒丸传播瘟疫，被拿公发现，拿公为救当地百姓，随即抢下毒丸全部吞下，并毒发死亡，其妻赶来抱尸痛哭，也被毒气熏死。当地居民就建庙祭祀卜氏夫妇，并因拿口的地名而称其为“拿公”、“拿婆”。
明朝初年，朱元璋部将汤和由海路攻打福州，在五虎门受阻不克，就张榜求攻城之计，并在榜文中扬言攻破福州后要屠杀全城所有人口，原文为“俟破城，不留一人。”，这时拿公显灵，携拿婆驾小舟到五虎门外向汤和献攻城计策，条件是改动榜文中的一个字，汤和欣然同意，拿公就率汤和舰队绕开守军舰船，从另一条水路抵达福州城下，出其不意拿下福州。此时汤和兑现承诺让拿公改字，拿公就将“不留一人”改为“不杀一人”，遂拯救福州全城百姓。
此外，在小说中当船只遇险时，拿公也会显灵护船。此外，也有说法称拿公的姓名是卜偃。

### 神誕
農曆五月十五日：拿公神誕。

## 拿公庙及拿公信仰
拿公既是福州的井神、水神，能保佑人民免于瘟疫，是防瘟之神。又是保佑船只航行的海神。他被封为“护国天下兵马司协佑尊王”。拿公庙主要分布在闽江流域，在闽江下游的福州较为盛行，泉漳一带同样亦有信奉，此外在琉球群岛也有拿公庙存在。比如福州大庙山就有一座拿公庙。每年拿公诞时，都会在拿公庙举行庆典。該廟原址位於今日福州四中附近，1998年因大庙路擴寬改造被拆除，後歷經數次搬遷至河下街的現址，稱卜公祠。清代出海的福建船员很多都祭拜拿公，当时往来福建和琉球之间的船只常把拿公和妈祖像供奉在船内以保佑平安。根據清代齊鯤、費錫章所著的《續琉球國志畧》記載，每當冊封船隊出使琉球時，都要將媽祖和拿公的神像奉安頭號封舟，陳尚書的神像奉安二號封舟；凡在途中遇上風暴，冊封使便會親自焚香向媽祖和拿公神像祈求平安。
在福州与琉球国的频繁交流以及前往琉球的福建移民影响下，拿公信仰也被带到了琉球，琉球的“如公社”就是一座拿公庙。拿公庙也是福州疍民的重要信仰之一。